# Schapen
Schapen ist eine Gemeinde im Landkreis Emsland in Niedersachsen. Sie gehört seit dem 1. März 1974 der Samtgemeinde Spelle an.

## Geografie

### Geografische Lage
Die Gemeinde Schapen liegt im südlichen Teil des Landkreises Emsland in Niedersachsen. Durch die Gemeinde fließen die Moosbeeke und die fischreiche Giegel Aa.

### Gemeindegliederung
In der Gemeinde Schapen gibt es sechs Bauerschaften: Barwöste, Borken, Bramhof, Kirchhof, Kranenmoor und Veerkamp.

### Nachbargemeinden

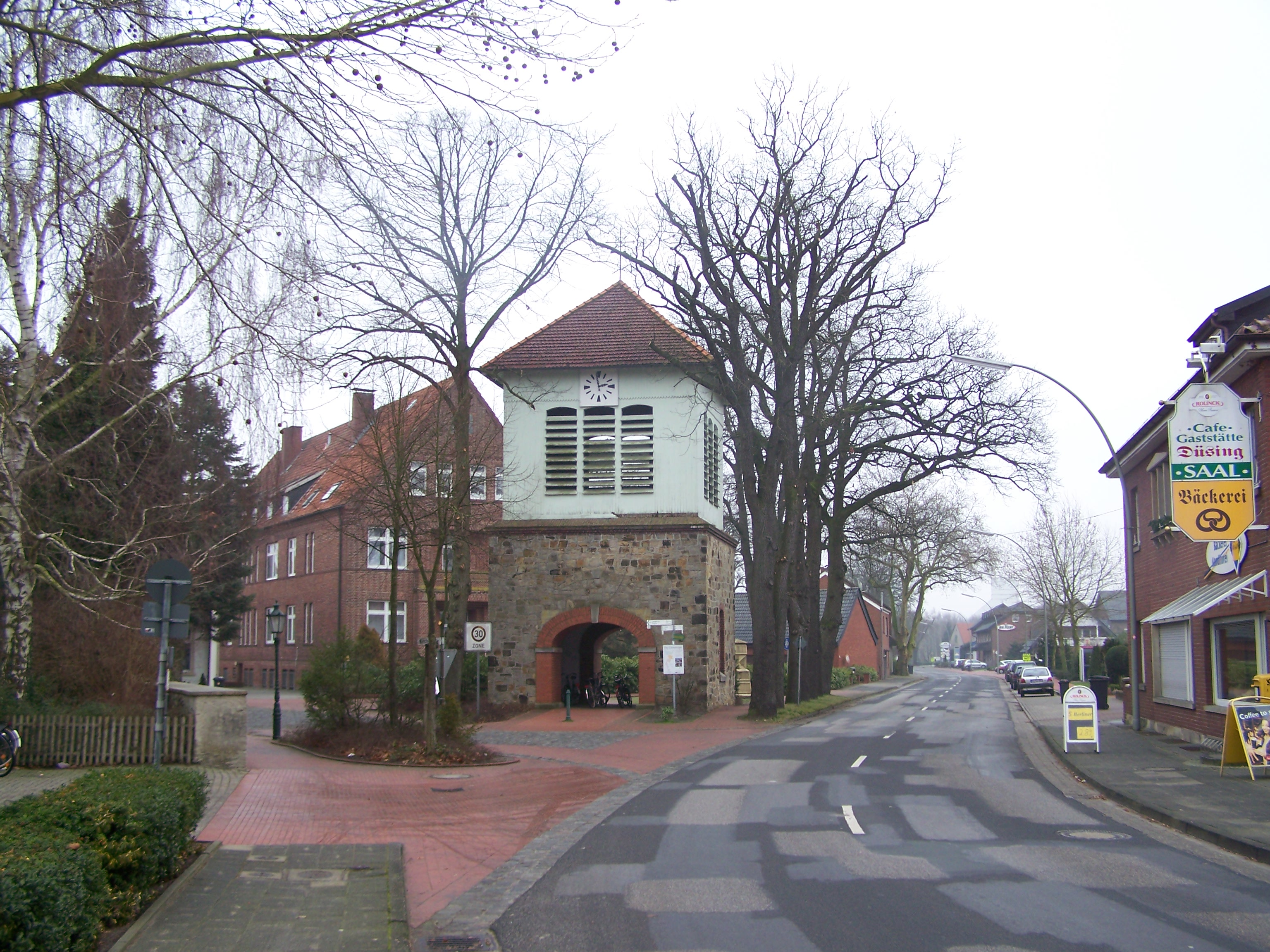
Glockenturm der alten Katholischen Kirche

Nachbargemeinden sind im Norden die Gemeinden Beesten und Freren in der Samtgemeinde Freren, im Osten und Südosten die Gemeinde Hopsten und die Stadt Hörstel im Kreis Steinfurt in Nordrhein-Westfalen und im Westen die Gemeinden Spelle und Lünne.

## Geschichte
Das Dorf Schapen wurde im Jahre 890 als Scapaham (1302 Scaphem) im Heberegister des Klosters Werden genannt. Der Name setzt sich aus dem Bestimmungswort scap, wahrscheinlich gleichbedeutend mit Schaf, vergl. niederdeutsch schaap, schoap, und dem Grundwort ham, hem für Heim, Wohnstelle, Lager, Siedlung zusammen. Ob das Siegel der reformierten, alten Kirche, das ein Schaf abbildet, sich auf diese Herleitung des Namens bezieht oder lediglich ein christliches Symbol darstellen soll, ist nicht geklärt.
Der Hof des Klosters Werden hatte bereits eine Kirche, vermutlich mit dem Patrozinium St. Katharina. Im 12. Jahrhundert wurde an ihrer Stelle eine neue Kirche erbaut und unter den Schutz des hl. Ludgerus gestellt; die Namensgebung unterstrich die Bindung an Werden. Diese Kirche, in gotischer Zeit erneuert, wurde im Zuge der Reformation in der Grafschaft Lingen evangelisch-reformiert. In der Dorfmitte wurde eine neue katholische Kirche gebaut; die heutige St.-Ludgerus-Kirche von 1931 ist der dritte Bau an dieser Stelle.
Schapen gehörte im Mittelalter zur Grafschaft Tecklenburg. Nach der Niederlage der Tecklenburger Grafen im Schmalkaldischen Krieg wurde Schapen 1548 ein Teil der Grafschaft Lingen. Unter König Friedrich I. wurde Schapen 1702 ein Teil von Preußen. Nach der französischen Besatzungszeit unter Napoleon gelangte Schapen 1815 an das Königreich Hannover.

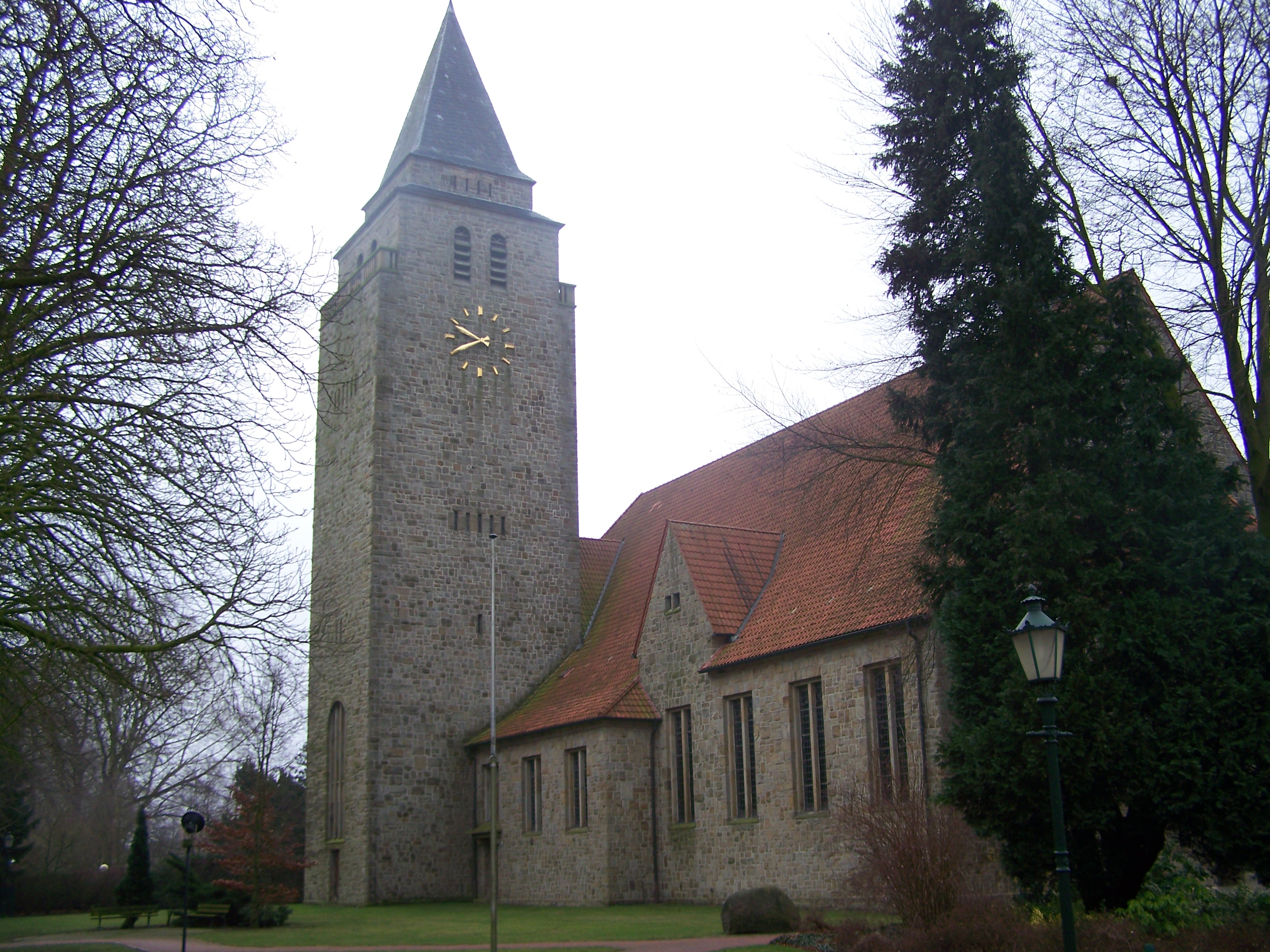
Neue Katholische Kirche

Aus Schapen kamen einige Tödden, wie der Kaufmann Berend Bruns (1747–1782). Die Tödden waren Wanderkaufleute und Hausierer, die sich nach dem Dreißigjährigen Krieg mit ihrer Blütezeit im 18. Jahrhundert aus Hollandgängern entwickelten. Sie boten ihre Waren zunächst in den Niederlanden, dann auch in den nordischen und baltischen Ländern an. Der Töddenhandel brachte den Heimatgemeinden einigen Wohlstand, was heute noch die Töddenhäuser mit ihren häufig aufwendig gestalteten Giebeln bezeugen.
Das alte Pfarrhaus aus dem Jahre 1739 wurde 1993 zur Bildungsstätte ausgebaut und ist das Zentrum des kulturellen Gemeindelebens. Im Dachgeschoss wird eine Ausstellung über die Tödden gezeigt. In das ehemalige Brauhaus zog der Heimatverein. Der Glockenturm wurde 1903 an die damalige Kirche angebaut. Nach der Errichtung eines neuen Gotteshauses erfolgte zwischen 1930 und 1931 der Abriss der alten Kirche. Der seither freistehende Turm wurde 1933 der Freiwilligen Feuerwehr übergeben und bis 1975 als Feuerwehrhaus genutzt. Heute kann der renovierte Turm frei betreten werden.

### Bauerschaften
Barwöste
Hhergeleitet von wüste = abgeholzte Fläche. Es ist im Emsland eine späte Bezeichnung und kommt nur vereinzelt vor wie in Weuste, Engdener Wüste oder Wöste-Moor.
Borken
(alt: Burgiun 890, Burcnun 1000, Burk 1150, Borcken 1461). Das Bestimmungswort stellt ein Synonym für Birke dar. Das Grundwort -en steht für Heim, Wohnsitz. Zusammen: Wohnsitz am Birkengehölz.
Bramhof
von bram = Dorn, Stachel; aus indogerm. bhrom/bhrem= eine Spitze bilden, vgl. althochdtsch. bráma = Dornstrauch. Hof auf einem mit Dornengestrüpp bewachsenen Gelände.
Kirchhof
Bauerschaft rund um den alten Kirchhof.
Kranenmoor
von kran = schreien, rufen; aus germ. -krana, vgl. althochdtsch. / altsächs. krano, benennt Ort, an dem gesprochen oder auch orakelt wurde. Beispiele: Krandorf, Kranenburg, Kranichborn, Kranichfeld.
Möglicherweise besteht auch eine direkte Verbindung zu Kranichen, die an diesem Ort gehäuft auftraten.
Veerkamp
Herkunft des Namens unbekannt.

### Einwohnerentwicklung
| Einwohnerzahl | 1880  | 1900  | 1925  | 1933  | 1939  | 1950  | 1988  | 2009  | 2017  |
| ------------- | ----- | ----- | ----- | ----- | ----- | ----- | ----- | ----- | ----- |
| Schapen       | 1.354 | 1.307 | 1.459 | 1.413 | 1.451 | 1.877 | 1.885 | 2.500 | 2.482 |

## Politik

### Gemeinderat
Der Gemeinderat von Schapen hat 13 gewählte Mitglieder. Die Ratsmitglieder werden durch eine Kommunalwahl für jeweils fünf Jahre gewählt. Die aktuelle Amtszeit begann am 1. November 2021 und endet am 31. Oktober 2026.
| Partei | 2021 | 2016 | 2011 |
| ------ | ---- | ---- | ---- |
| CDU    | 13   | 13   | 13   |

### Bürgermeister
- seit 2023 Petra Kleinbuntemeyer[5]
- 2011 bis 2. Februar 2023 Karlheinz Schöttmer (im Amt verstorben) (CDU)[6]
- 2001–2011 Franz Austermann (CDU)
- 1986–2001 Heinrich Wilmer (CDU)[7]
- 1972–1986 Josef Menke
- 1968–1972 Hermann Greve
- 1952–1968 Hermann Wallmann
- 1949–1952 Hermann Greve
- 1948–1949 Hermann Wallmann
- 1946–1948 Hermann Brune
- 1924–1946 Gerhard Huil
- 1913–1924 Hermann Holtel
- 1901–1913 Josef Loose
- 1889–1901 Wilhelm Düring[8]

### Wappen

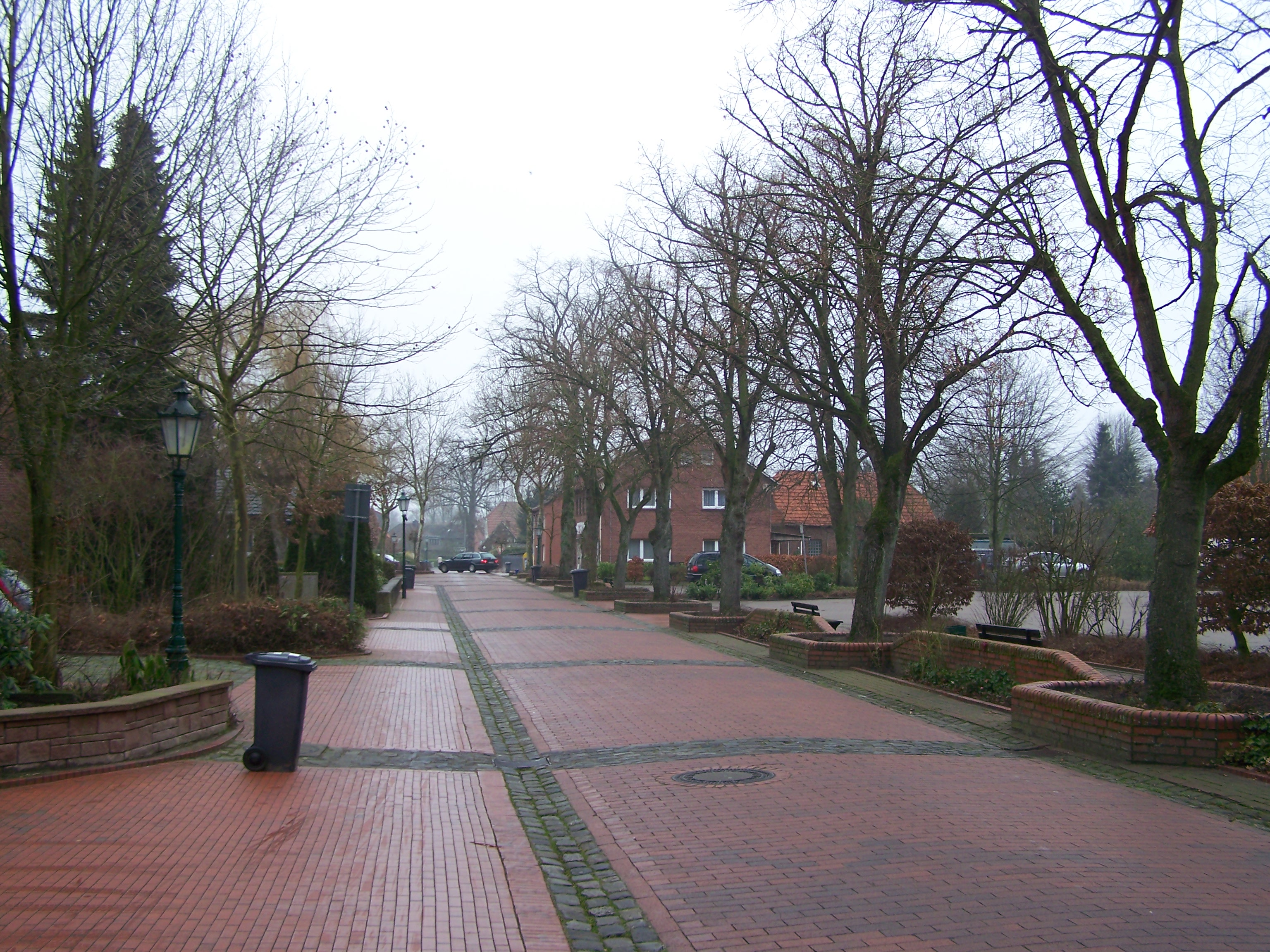
Straße in Schapen

Das Wappen der Gemeinde Schapen zeigt in Rot einen schrägen, silbern bordierten, grünen Wellenbalken; oben ein silbernes Schaf, unten eine silberne Urne. Die zwei gefluteten silbernen Wellenbalken stehen für die zwei die Gemeinde durchfließenden Bäche, die Giegel-Aa und die Moosbeeke, deren sechs Wellen sich auf die sechs Bauerschaften Kirchhof, Bramhof, Borken, Veerkamp, Barwöste und Kranenmoor beziehen. Das Schaf in der rechten Oberecke spielt auf den Klang des Ortsnamens an. Das Keramikgefäß weist auf die vorchristliche Besiedlung dieser Gegend vor mehr als 2000 Jahren hin.

## Kultur und Sehenswürdigkeiten
Der Marktplatz von Schapen ist von Töddenhäusern umgeben. Auf dem Platz befindet sich ein Schäferdenkmal und der Handwerkerbaum. Das Schäferdenkmal ist auch heute noch ein Hinweis auf die überdurchschnittlich vielen Schafe (Plattdeutsch: Schaap) und Hirten, die es im Dorf gab. Im Jahre 1990 wurde ein symbolisches „Tor zum Emsland“ aufgebaut, das die örtliche Lage Schapens an der Grenze zum Kreis Steinfurt in Nordrhein-Westfalen darstellt. Die ehemalige Hüberts’sche Handelsschule ist die älteste private Handelsschule in Europa.

## Sport
Für die sportlichen Aktivitäten im Ort gibt es den Sportverein FC 27 Schapen. Nach einigen Auf- und Abstiegen in den 2000er Jahren drohte um 2008 der Abstiegs in die 1. Kreisklasse. Nach längerer Abstinenz auf Bezirksebene schaffte die erste Mannschaft in der Saison 2012/13 wieder den Aufstieg in die Bezirksliga. Als weitere Sportarten werden Damenfußball, Tennis und Volleyball angeboten.

## Wirtschaft
Die Schapener Wirtschaft ist stark mittelständisch geprägt. Zu den größten Arbeitgebern gehören ein Modehaus Schulte, ein Silo- und Anlagenbau, eine Spedition und ein Kesselbauunternehmen. Die meisten Betriebe im Ort sind im Verein „Handel-, Handwerk und Gewerbe“ (kurz HHG) organisiert. Dieser Verein veranstaltet mehrmals im Jahr, zusammen mit dem Modehaus, Veranstaltungen wie den Frühjahrs-, Herbst- und Adventsmarkt. Die Arbeitslosigkeit im Ort ist, wie in der gesamten Region, vergleichsweise niedrig. So lag die Quote der Arbeitssuchenden im Jahresverlauf 2011 zwischen 2 und 3 %.

## Persönlichkeiten

### Söhne und Töchter der Gemeinde
- Hermann Greve (1901–1972), Politiker
- Heiner Wilmer (* 1961), Ordensgeistlicher, Bischof